# Hlisník
Hlisník je potok pramenící v Moravskoslezských Beskydech pod vrcholem Čuplu, protékající dále pod Prašivou. Původně byl přítokem Morávky, nyní přivaděče Morávka - Lučina. Protéká zejména horským terénem, který je v podloží tvořen flyšem slezské jednotky (godulský pískovec) a vytváří tak zajímavou scenérii, oblíbenou fotografy. Název potoka je poprvé zmiňován v roce 1664.